# Guaymas
Heroica Guaymas (Nederlands: Heldhaftig Guaymas) is een stad in de Mexicaanse staat Sonora gelegen aan een baai aan de Golf van Californië. Guaymas heeft 101.507 inwoners (census 2005) en is de hoofdplaats van de gemeente Guaymas.
Guaymas werd in 1701 gesticht door de Italiaanse jezuïet Juan María de Salvatierra, die de plaats San Francisco de Guaimas noemde, naar een stam van de Seri die het gebied bewoonden. De daaropvolgende twee eeuwen was de plaats regelmatig het toneel van aanvallen van indianen en filibusters. Van 1847 tot 1848 was de stad bezet door de Amerikanen en in 1854 poogde de Franse filibuster Gaston de Raousset-Boulbon Guaymas in te nemen om een onafhankelijke republiek te stichten, maar hij werd door het Mexicaanse leger geleid door José María Yáñez verdreven. Wegens dit oorlogsgewoel heeft de stad de eretitel 'Heldhaftig Guaymas' gekregen.
Tijdens de Mexicaanse Revolutie was de stad een broeiplaats van revolutionaire activiteiten, en er zijn dan ook drie postrevolutionaire presidenten geboren in Guaymas, Adolfo de la Huerta (1920), Plutarco Elías Calles (1924-1928) en Abelardo L. Rodríguez (1932-1934).
De haven van Guaymas is de grootste Pacifische haven van Mexico na Mazatlán en de belangrijkste bron van inkomsten van de stad. Ook is de stad geliefd als toeristenoord.

## Geboren
- Plutarco Elías Calles (1877-1945), president van Mexico (1924-1928), gouverneur van Sonora en militair
- Adolfo de la Huerta (1881-1955), president van Mexico (1920), gouverneur van Sonora en militair
- Abelardo Luján Rodríguez (1889-1967), president van Mexico (1932-1934), gouverneur van Baja California en van Sonora en militair
- Silvia Pinal (1931-2024), actrice en politica
- Juan Carlos Valenzuela (1984), voetballer